# Семка Соколович-Берток
Семка Соколович-Берток (на босненски: Semka Sokolović-Bertok) е югославска и босненска актриса. Играе повече от 70 роли в театъра и над 50 роли в киното. Тя е осемкратен шампион по шахмат в Хърватския юношески шампионат.

## Биография
Семка Соколович е родена на 22 декември 1935 г. в босненско семейство в Сараево, Кралство Югославия. Майка ѝ Абида е шивачка, а баща ѝ Расим е финансов инспектор. Той умира, когато Семка е на три години. По-голямата ѝ сестра Бадема (1929 – 1969) е певица (мецосопран). Съпругът ѝ е хърватският шахматист Марио Берток.
След като завършва Академията за драматични изкуства в Загреб, играе в Драматичния театър на Бранко Хавела. В допълнение към работата си в театъра в Загреб, играе в множество филми. Дебютира във филма „U mreži“ от 1956 г. Играе и в телевизионния филм Kineski zid от 1967 г. (адаптация на пиесата „Китайската стена“ на Макс Фриш). Играе и в епизодични роли във филма „Кратката нощ на стъклените кукли“ (1971, режисиран от Алдо Ладо).
В телевизионния филм „Роко и Чичибела“ (1978, режисиран от Стипе Делич) играе главната женска роля. Играе и ролята на учителка в сатиричния филм „Учителя, Учителя!“ (1980, режисьор Горан Маркович). Последният ѝ филм е Traktor, ljubezen in Rock’n’Roll (2008, режисьор Бранко Дурич).
Умира на 4 март 2008 г. след инсулт в Загреб, Хърватия. Погребана е в гробището Мирогой в Загреб.